# Bojtosúszójúhal-alakúak
A bojtosúszójúhal-alakúak (Coelacanthiformes) az izmosúszójú halak (Sarcopterygii) osztályának egyik rendje.

## Rendszerezés
A rendbe az alábbi 3 alrend tartozik:
- †Coelacanthoidei Berg, 1937
- †Hadronectoroidei Lund & Lund, 1984
- Latimerioidei Schultze, 1993

Az alábbi 23 halnem idetartozik, de ezek még nincsenek alrendekbe, családokba besorolva, tehát incertae sedis, azaz „bizonytalan helyzetű” státuszúak:
- †Canningius
- †Chrysolepis
- †Coelacanthopsis
- †Cryptolepis
- †Cualabaea
- †Devonosteus
- †Dobrogeria Cavin & Grǎdinaru, 2014
- †Hamodus
- †Holopterygius
- †Holoptychus
- †Latvius
- †Litoptychius
- †Luopingcoelacanthus Wen et al., 2013
- †Megapomus
- †Megistolepis
- †Nesides
- †Panderichthys Gross, 1941
- †Porolepis Woodward, 1891
- †Powichthys Jessen, 1975
- †Sinocoelacanthus
- †Strunius
- †Youngolepis Chang & Yu, 1981
- †Yunnancoelacanthus Wen et al., 2013